# Santa Isabel (otok)
Santa Isabel je otok u južnom Pacifiku, pripada državi Salomonskim Otocima. 
To je najduži otok na Salomonskim Otocima, a najveći u provinciji Isabel (ima površinu od 2,999 km²). U 1991. godini, stanovništvo otoka brojilo je 16 500 ljudi. Dug je 200 kilometara, a širok u prosjeku oko 22 kilometra. Središte provincije je u gradu Buali.
Okolni otoci su: Choiseul i Malaita od zapada prema istoku. Prvi Europljanin na otoku bio je Álvaro de Mendaña de Neira 1568. godine. Najviši vrh Mount Kubonitu visok je 1120 m.